# 水上航
水上 航（みずかみ わたる、8月25日 - ）は、日本の少女漫画家。女性。東京都出身。血液型はA型。

## 概要
1995年に漫画家を目指し、1996年に、『なかぞう』春休み号（講談社）にて「NEVER GIVE UP」でデビュー。第21回なかよし新人まんが賞入選。
その後『なかよし』（同）などで活動。2010年1月現在、『なかよしラブリー』（同）にて「オオカミ少年」を連載している。
2014年に、初の青年雑誌『週刊モーニング』26号でREGOLOで読み切りの『通勤模様』を掲載した。

## 備考
ジャニーズ事務所所属のタレントが好きらしく、「ワーキング娘。」に登場する主人公の名字は「城島」で、さらにその父親の名前はTOKIOの「城島茂」である。

## 作品リスト

### 漫画
講談社コミックスなかよし（講談社）
- ワーキング娘。 全3巻
  1. 2000年5月8日第1刷発行、ISBN 978-4-06-178938-8　
  2. 2001年2月6日第1刷発行、ISBN 978-4-06-178956-2
  3. 2001年6月6日第1刷発行、ISBN 978-4-06-178964-7
- 夢見なサイキック! 全3巻
  1. 2001年10月5日第1刷発行、ISBN 978-4-06-178973-9　
  2. 2002年3月6日第1刷発行、ISBN 978-4-06-178984-5
  3. 2002年8月5日第1刷発行、ISBN 978-4-06-178996-8
- 結婚しようよ 全4巻
  1. 2003年1月6日第1刷発行、ISBN 978-4-06-364007-6　
  2. 2003年6月6日第1刷発行、ISBN 978-4-06-364022-9
  3. 2003年11月6日第1刷発行、ISBN 978-4-06-364033-5
  4. 2004年3月5日第1刷発行、ISBN 978-4-06-364044-1
- 青空,紙ヒコーキ 全1巻
  1. 2003年8月5日第1刷発行、ISBN 978-4-06-364028-1
- ビキニ! 全2巻
  1. 2004年7月6日第1刷発行、ISBN 978-4-06-364053-3
  2. 2004年12月6日第1刷発行、ISBN 978-4-06-364065-6
- 不思議通販けろりん堂 全1巻
  1. 2005年10月6日第1刷発行、ISBN 978-4-06-364092-2
- メガネ王子 全4巻
  1. 2007年10月5日第1刷発行、ISBN 978-4-06-364165-3
  2. 2008年3月19日第1刷発行、ISBN 978-4-06-364183-7
  3. 2008年10月6日第1刷発行、ISBN 978-4-06-364201-8
  4. 2009年7月17日第1刷発行、ISBN 978-4-06-364225-4

### 挿絵
- 黄金色の風になって アスコット女性騎手物語（作：砂岸あろ、青い鳥文庫、講談社）
  - （上）、2009年10月15日発行、ISBN 978-4-06-285118-3
  - （下）、2009年11月15日発行、ISBN 978-4-06-285124-4

## その他
チャリティ活動にも取り組んでおり、東日本大震災の被災者を支援するために他の漫画家と共同で東日本大震災チャリティ同人誌「pray for Japan」で執筆している。